# Degen Árpád
Felsőhegyi Degen Árpád (Pozsony, 1866. március 31. – Budapest, 1934. március 30.) orvos, botanikus, kísérletügyi főigazgató, egyetemi tanár. Botanikai szakmunkákban nevének rövidítése: „Degen”.

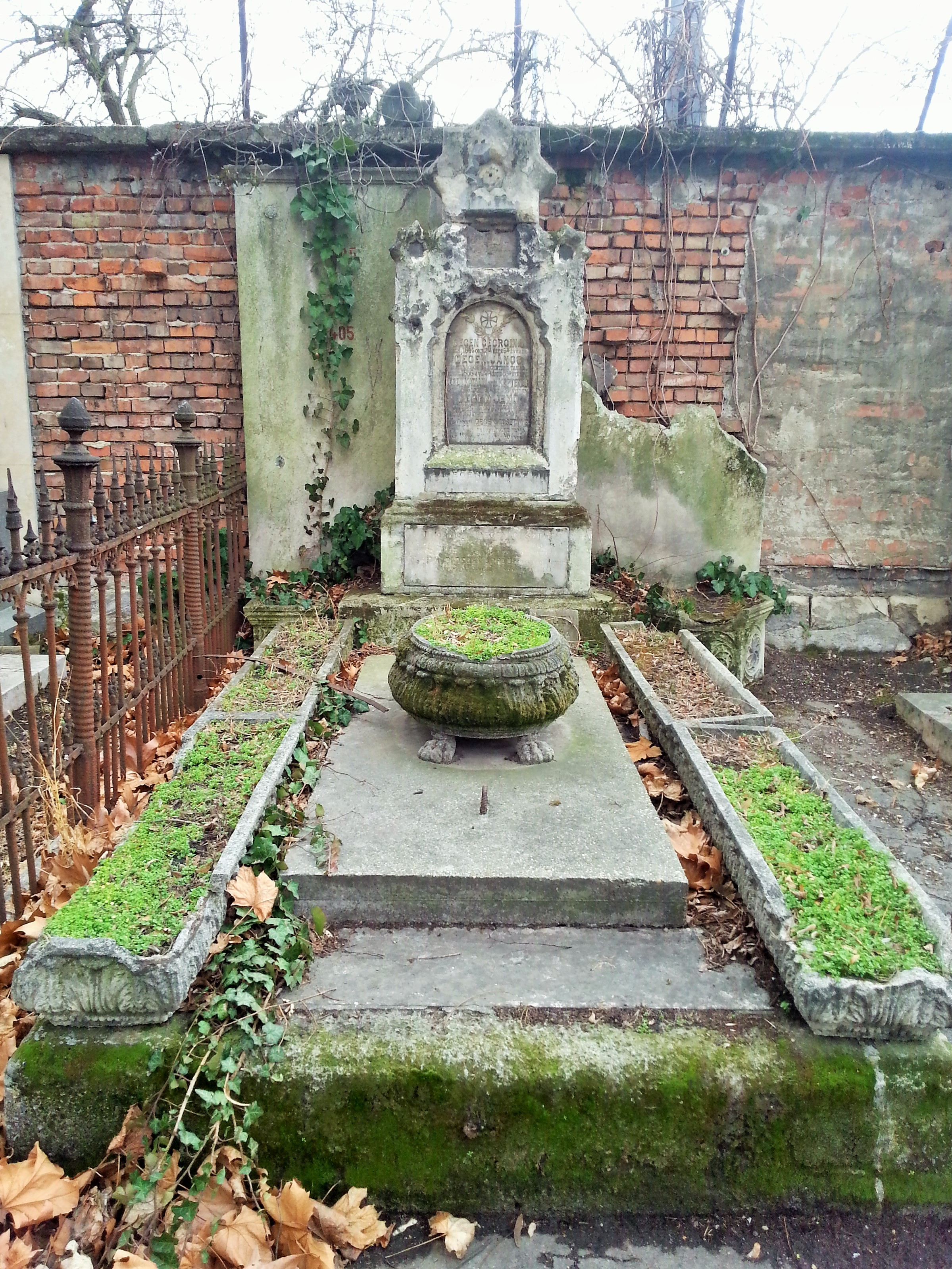
Sírja a Fiumei úti sírkertben

## Életpályája
Nagyapja Degen János, apja Degen Gusztáv, édesanyja Treichlin Mária, felesége Schubert Janka volt.
Pozsonyban végezte a gimnáziumot. Zenei műveltséget szerzett vagyonos családja körében, s gimnáziumi tanára Dohnányi Frigyes (Dohnányi Ernő apja) által is. Középiskolás korában már csatlakozott a környéken működő botanikusok társaságához (Pantocsek József, Bolla János, Bäumler János András, Schiller Zsigmond, Sabransky Heinrich). Már gimnazista korában foglalkozott a Duna-ligetek, a Kis-Kárpátok, Morvamező és Ausztria flórájával, 1883-tól nyolcadikos gimnazista koráig 4 cikke jelent meg.
A budapesti tudományegyetemen 1889-ben orvosi diplomát szerzett. Rövid orvosi működése után 1896-tól haláláig, a budapesti Vetőmagvizsgáló Állomás (később Intézet) vezetője volt. 1915-ben átmenetileg megbízták a Központi Szőlészeti Kísérleti Állomás és Ampelológiai Intézet vezetésével, átszervezésével is. 1919-ben munkatársai kiállása miatt meghagyták a Vetőmagvizsgáló Állomás élén. 1897-ben a budapesti egyetemen magántanár lett a phytographia (növényleírás, meghatározás) tárgykörből, 1927-től a szegedi egyetemen címzetes nyilvános rendes tanár lett. A Magyar Tudományos Akadémia levelező taggá választotta 1916-ban, majd rendes tagjává, 1928-ban.  Főként mezőgazdasági növénytannal, a vetőmagvak és a növénynemesítés élettani alapjaival foglalkozott. A vetőmagvizsgálat egyes nemzetközi módszereit ő, illetőleg a vezetése alatt széles körben elismert intézet dolgozta ki. Degen nagy gondot fordított arra, hogy a Vetőmagvizsgálóhoz botanikailag képzett munkatársakat szerezzen. Richter Aladár és Borbás Vince, akik tanítványai voltak, továbbá Zsák Zoltán (utóbbi rövid időt leszámítva) 1908-tól 1945-ig álltak az intézet alkalmazásában. Mágócsy-Dietz Sándor tanítványa, Lengyel Géza (1884–1965) pedig a velebiti kutatásokban Degen munkatársaként vett részt. Degen halála után ő egészítette ki, rendezte sajtó alá a Flora Velebitica kéziratát. Szatala Ödön is, századunk legnagyobb magyar zuzmóspecialistája életéből csaknem 40 évet töltött a vetőmagvizsgálat szolgálatában.
Degen legkiemelkedőbb munkássága a flórakutatás volt. Elsősorban Magyarország, a Balkán és Kelet-Európa flóráját kutatta. Még fiatalon Svájcba utazott, majd a Tátra növényvilágával ismerkedett, s így a havasok flóráját is megismerte. Orvostanhallgatóként ismerkedett meg Lojka Hugóval, a neves lichenológussal (zuzmókat tanulmányozó botanikus), akinek társaságában 1886-ban Boszniát és Hercegovinát fedezték fel. Degen Árpád felfedezett egy vadon élő aranyvessző fajt is az albániai szurdokokban. Az Alduna és Herkulesfürdő után Hátszegen ismét csatlakozott Lojkához, akivel annak fő területén a Retyezáton botanizált. 1890-ben Törökországban járt, majd Szamothraké szigetére is ellátogatott. Ezután főként a hazai tájakon gyűjtött, de nyári szabadsága alatt majdnem mindig külföldön járt, főként az alpesi országokban, így szinte nincs Európának olyan országa, ahol botanikai gyűjtést ne végzett volna.
Fő gyűjtési tevékenysége és korszaka négy területre irányult:
- 1. a Bánság
- 2. a Kárpátok
- 3. a Velebit-hegység és általában a Dinári-hegység
- 4. Budapest környéke, a Magyar-középhegység

A Balkán flórájának korában legjobb ismerője volt, 110 részből álló tanulmánysorozatában igen sok új növényfajt írt le, mely az Österreichische Botanische Zeitschrift-ben és a Magyar Botanikai Lapokban jelent meg. Európa flórájában ismeretlen nemzetségeket hasonlított be, ezek között sok az ő nevét viseli (Degenia). 1914-ben 292 herbáriumi lapot adományozott a Székely Nemzeti Múzeumnak. 300 000 példányt tartalmazó herbáriumát a Magyar Nemzeti Múzeumra hagyta. 1902-ben indította el munkatársával, dr. Lengyel Gézával együtt és haláláig szerkesztette a Magyar Botanikai Lapokat. Szakfolyóiratokban 1000-nél több tanulmánya és ismertetése jelent meg.
A növények faji védelmére hazánkban első ízben Degen Árpád tett javaslatot. Darányi Ignác  földművelésügyi miniszterhez 1909-ben benyújtott javaslatában az erdei ciklámen, a vetővirág, a kunsági bükköny, a buglyos boglárka, a cseh tyúktaréj, a cselling, a sárga sásliliom és a kék szamárkenyér oltalmát kérte.

## Társulati tagságai
Alelnöke, majd tiszteleti elnöke volt a Természettudományi Társaság Növénytani Szakosztályának. 

## Művei
- Egy új Ajuga fajról (Budapest, 1896)
- A magyar korona országainak tizenkét új növénye, Budapest, 1907
- A magyar füvek gyűjteménye (I–VIII. 1900–1914)
- A magyar királyi állami vetőmagvizsgáló állomások (Bp., 1907)
- Magyar sásfélék, szittyófélék, gyékényfélék és békabuzogányfélék gyűjteménye (I–V. 1914–28)
- A Magyar Tudományos Akadémia szerepe a növénytani tudományok fejlődésében (Bp., 1933)
- Flora Velebitica (I–IV. Bp., 1936–38 Postumus).

1883-tól 1934-ig referátumaival, szerkesztéseivel együtt összesen 1041 publikációját sorolja fel a lejjebb hivatkozott Lengyel Géza monográfia.